# SMACS J0723.3-7327
Amas de galaxies,
SMACS J0723.3-7327 est un amas de galaxies dont le redshift est 0,390 ce qui le situe à une distance comobile de 5,12 milliards d'années-lumière, dans la constellation australe du Poisson volant (α/δ = 07h 23m 11s, -73° 27′ 16″),. 

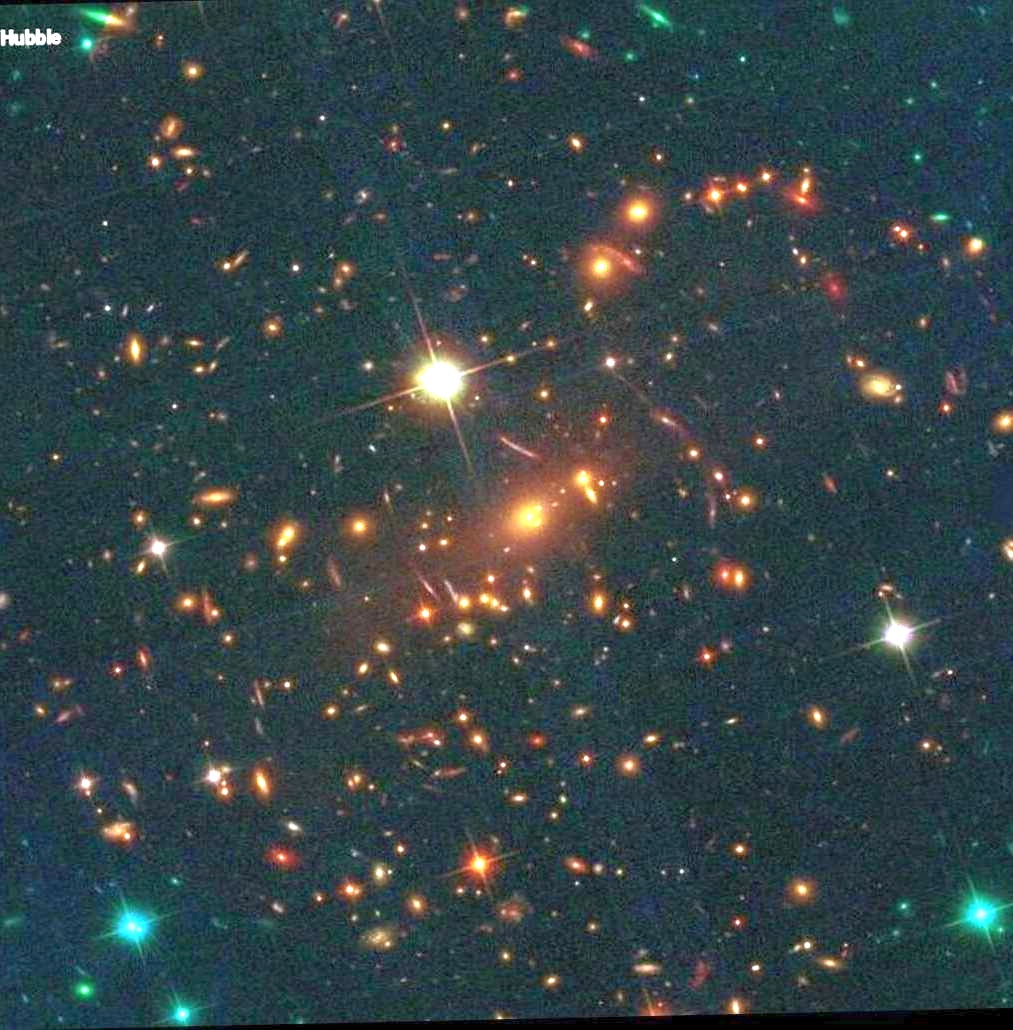
Image prise par le télescope spatial Hubble.

Il a été observé par le télescope spatial Hubble dans le cadre de l'étude Southern MAssive Cluster Survey (SMACS),  ainsi que par Planck et Chandra. Avec l'observation du télescope Hubble, on a détecté une supernova. Cependant, on ne sait pas encore s'il s'agit d'une supernova dans l'amas ou d'un effet de lentille gravitationnelle.
Sa renommée médiatique a considérablement augmenté le 12 juillet 2022, lors de la conférence de presse de la NASA sur les premiers résultats du télescope spatial James Webb. L'amas était en effet la première image de qualité scientifique dévoilée, photographiée à l'aide de l'instrument NIRCam (caméra proche infrarouge) avec un temps de pose de 12 heures et 30 minutes en utilisant six filtres.